# Alice's Medicine Show
Série Alice Comedies
Alice in the Klondike
(1927) Alice the Whaler
(1927)
Pour plus de détails, voir Fiche technique et Distribution.
Alice's Medicine Show est un court métrage d'animation américain muet de la série Alice Comedies sorti en 1927.

## Synopsis
Alice et Julius font partie d'un spectacle itinérant de médecins (medicine show) et doivent vendre des médicaments au public.

## Fiche technique
- Titre original : Alice's Medicine Show
- Série : Alice Comedies
- Réalisation : Walt Disney
- Animation : Norm Blackburn, Les Clark, Ben Clopton, Friz Freleng, Rollin Hamilton, Hugh Harman, Rudolf Ising, Ub Iwerks, Paul J. Smith
- Encrage et peinture : Irene Hamilton, Walker Harman
- Photographie : Rudolf Ising
- Production : Walt Disney, Margaret J. Winkler
- Société de production : Disney Brothers Studios
- Société de distribution : FBO pour Margaret J. Winkler (1927)
- Budget : 1 389 $
- Pays :  États-Unis
- Format d'image : noir et blanc - 35 mm - 1,37:1 - muet
- Genre : animation et prises de vues réelles
- Durée : 7 min
- Dates de sortie : 11 juillet 1927[1]

Source : Walt in Wonderland

## Distribution
- Lois Hardwick : Alice

## Commentaires
Produit le 26 mars 1927 (prise de vue réelle) et en avril 1927 (animation), le film a été livré le 30 avril 1927. Le copyright a été déposé le 11 juillet 1927 par R-C Pictures Corp.